# کریستینا گاردا
کریستینا گاردا (مجاری: Krisztina Garda؛ زادهٔ ۱۶ ژوئیه ۱۹۹۴) بازیکن واترپلو زن اهل مجارستان است.